# Diecéze Amantia
Diecéze Amantia je titulární diecéze římskokatolické církve.

## Historie
Amantia je starověké řecké město poblíž města Vlora v dnešní Albánii a starověké biskupské sídlo nacházející se v římské provincii Epirus Novus.
Jediným známým biskupem této diecéze je Eulalius, který se roku 344 zúčastnil koncilu v Serdice.
Dnes je využívána jako titulární biskupské sídlo; současným titulárním biskupem je Paul Tschang In-nam, apoštolský nuncius.

## Seznam biskupů
- Eulalius (zmíněn roku 344)

## Seznam titulárních biskupů
- Edward Idris Cassidy (1970-1991)
- Johannes Liku Ada' (1991-1994)
- Gyula Márfi (1995-1997)
- Daniel Robert Jenky, C.S.C. (1997-2002)
- Paul Tschang In-nam (od 2002)